# ZZT (Band)
ZZT ist das Projekt des Münchener Musikers und Produzenten Florian Senfter und des kanadischen Musikers Tiga Sontag. Im Sommer 2007 veröffentlichten sie ihre erste 12" „Lower State Of Consciousness“ (inkl. eines Justice Remixes) auf UKW und Turbo Recordings, die außerordentlich gute Resonanzen bekam. Im Oktober 2008 legten die beiden mit „The Worm“ (inkl. eines Erol Alkan Edits) ihre zweite 12" auf Turbo Recordings nach.

## Diskografie
12"s
- 2007 – „Lower State Of Consciousness“ (UKW007/Turbo043)
- 2008 – „The Worm“ (Turbo058)
- 2010 – „ZZafrika“ (Turbo090)
- 2011 – „ZZafrika Remixes“ (Turbo 100)
- 2011 – „Partys over Los Angeles“ (Turbo 112)
- 2011 – „Vulkan Alarm“ (Turbo 109)
- 2011 – „Work I“ (Turbo 116)
- 2011 – „Work II“ (Turbo 118)

Alben
- 2011 – „Partys over Earth“ (TurboCD033)